# Grans viatges en tren
Grans viatges en tren o Trens singulars (originalment en francès, Des trains pas comme les autres) és una sèrie documental francesa creada per François Gall i Bernard d'Abrigeon, emesa des del 12 de gener de 1987 a Antenne 2 i posteriorment a France 2. Alguns episodis es van reemetre a partir del 2006 a France 5, que va rellançar la sèrie el juliol de 2011 amb una nova fórmula liderada per Philippe Gougler. El 2022 es va estrenar la versió doblada al valencià a À Punt amb el títol de Grans viatges en tren i el 18 d'agost de 2023 es va estrenar en català central al canal 33 amb el nom de Trens singulars.